# هریس فاهنستاک
هریس فاهنستاک (انگلیسی: Harris C. Fahnestock; ۲۷ فوریهٔ ۱۸۳۵ – ۴ ژوئن ۱۹۱۴ (۷۹ سال)) کارآفرین و بانکدار آمریکایی بود، که در سال ۱۸۸۱ شرکت اوپنهایمر هلدینگز را تأسیس کرد.